# ۵۸۶ (میلادی)
۵۸۶ (میلادی) پانصد و هشتاد و ششمین سال تقویم میلادی است.

## زادگان
- تئودبرت دوم، پادشاه اوسترازیا

‎